# Trypeticus carinifrons
Trypeticus carinifrons är en skalbaggsart som beskrevs av Kanaar 2003. Trypeticus carinifrons ingår i släktet Trypeticus och familjen stumpbaggar. Inga underarter finns listade i Catalogue of Life.